# Ходурки
Ходурки (укр. Ходурки) — село на Украине, находится в Новоград-Волынском районе Житомирской области на правом берегу р.Случь. 
Первое упоминание села под названием Ходорковичи, вместе с селом Тейковичи ( сейчас Тайки Емильчинский р-н Житомирской области), в жалованной грамоте Великого князя Литовского Свидригайла  своему слуге Каленику Мишковичу, выданой в Киеве 17 октября 1437 года .
В 1576 г. королевский писарь Базилиус Енкович Древинский с женой продали село Ходорковичи князю Богушу Федоровичу Корецкому. Его жена – Татьяна Александровна Гетолтовая, была прямым потомком Каленика Мишковича, дочерью его внука – Александра Андреевича Гетолта.
В 1589 г. князь Яхим Богушевич Корецкий уступил село Ходорковичи киевскому каштеляну Гаврилу Гостскому – акт продажи записан в Луцкой гродской книге от 13 января 1589 г.. Ранее им также были приобретены земли села Тейковичи. 
Гаврило Романович Гостский активно взялся за освоение новых земель. В 1601 г. на своих землях, на противоположном от Ходоркович берегу Случи (в Луцком повете Волынского воеводства), на месте села Курчицы (приобретенного в 1578 г. Романом Гостским у Андрея Сынгура) он осадил местечко Соко́ль (пол. Sokól) [1], которое стало центральной усадьбой приобретенных земель.  Правовой статус местечка давал возможность владельцу проводить ярмарки, что давало дополнительный хороший доход за счет взымания пошлины.
В 1635 г. , в связи с тем что род Гостких по мужской линии пресекся, их владения достались Раине Гавриловне Госткой (вдове князя Льва Соломерецкого), которая в 1640 году уступила Курчицкий ключ дочери Домицеле, жене князя Николая Стефановича Святополк-Четвертинского. На то время в состав имения входили: местечко Курчици иначе Соко́ль с замком, фольварками и предместьями в Волынском воеводстве, села Ходурки и Карпиловка – с дворами и фольварками, село Цвиля с двором и фольварком, деревня Полочаниновка и деревня Осова с двором и фольварком, село Тайки с двором и фольварком, село Покощев и Заровня с дворами и фольварками – лежащие в Киевском воеводстве.
[1] на то время на Волыни севернее Луцка уже существовало местечко с похожим названием – Со́кол (Со́куль)
Население по переписи 2001 года составляет 211 человек. Почтовый индекс — 11721. Телефонный код — 4141. Занимает площадь 1,186 км².

## Адрес местного совета
11720, Житомирская область, Новоград-Волынский р-н, с. Курчица